# スーパースポーツ
スーパースポーツ(英: Supersport、SS)とはオートバイの一種で、SSとも略され、1000ccクラスは「リッターSS」といわれている。
ロードレース世界選手権ではmoto3は250cc、moto2は765cc、motoGPは1000ccの3種類の排気量で争われている。市販車のフルカウルタイプの250ccから1000ccまでのバイクはレーサーをレプリケーションしたわけではないので現在ではスーパースポーツとされている。以前は50cc、80cc、125ccなどのレギュレーションもあったが2023年現在はないため250cc-1000ccのスポーツバイクはスーパースポーツと呼ぶ。250ccは含まないという意見もあるが、実績共々、紛れもないスーパースポーツといえる。

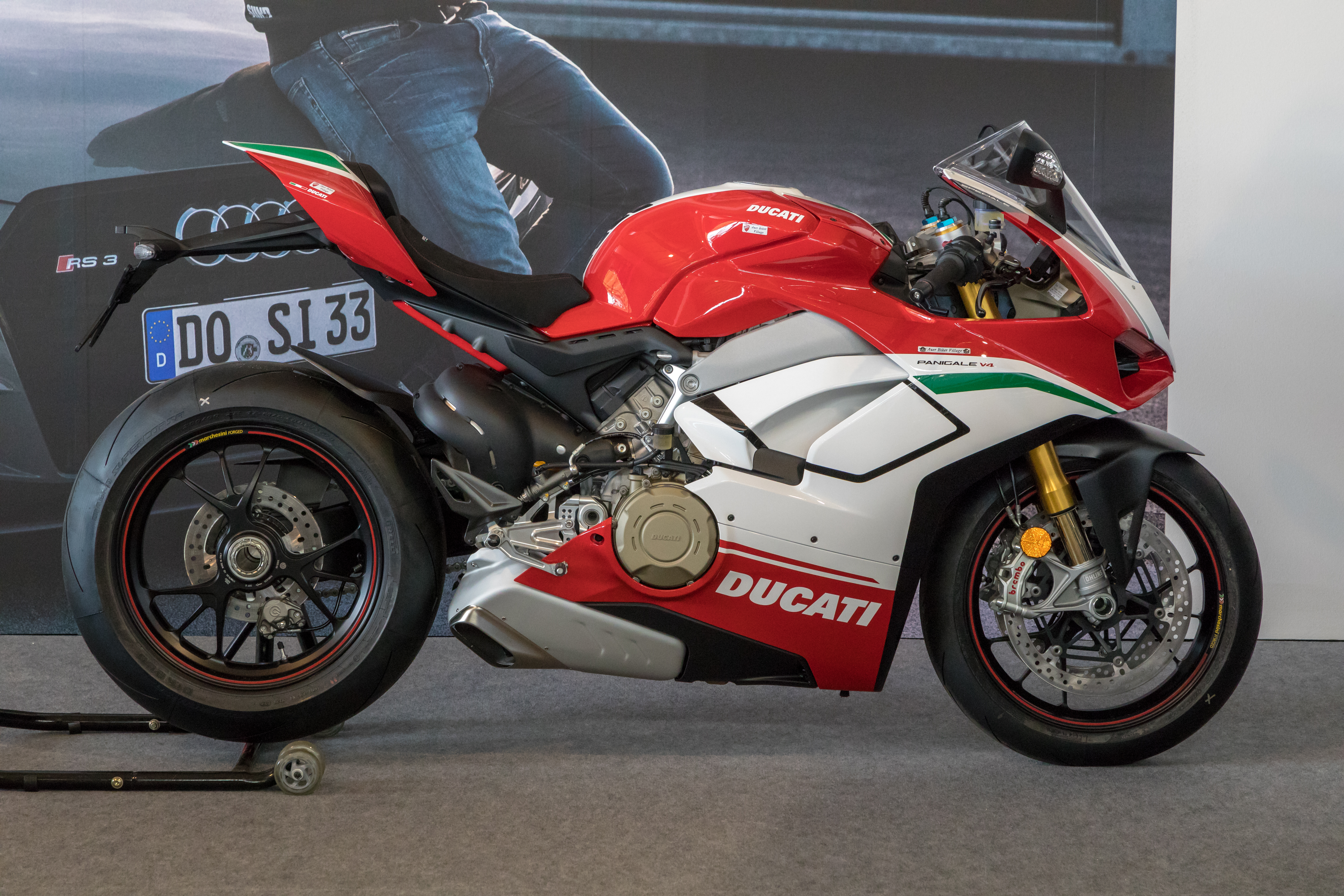
ドゥカティ・パニガーレV4 (214馬力)

昔はレーサータイプのバイクはレーサーレプリカと呼ばれていたが、レーサーレプリカが元々あったレース用バイクにできるだけ似せて作られた公道用バイクであり、スーパースポーツには模倣する元となったレース用バイクは現在存在しない。

## 定義
スーパースポーツには明確な定義は存在しないが、フルカウル、前傾姿勢を取るのに適したハンドル、ステップ、シートを備え、メーカーがスポーツ走行を想定して設計されたオートバイがスーパースポーツと分類されている傾向にある。

## レーサーレプリカ

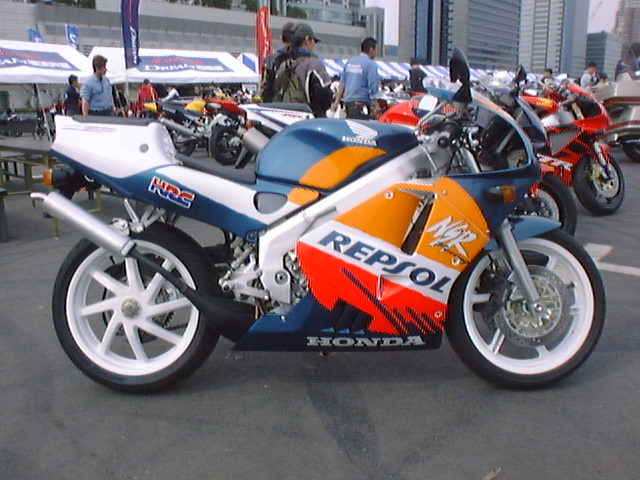
ホンダ・NSR250R レプソルカラー

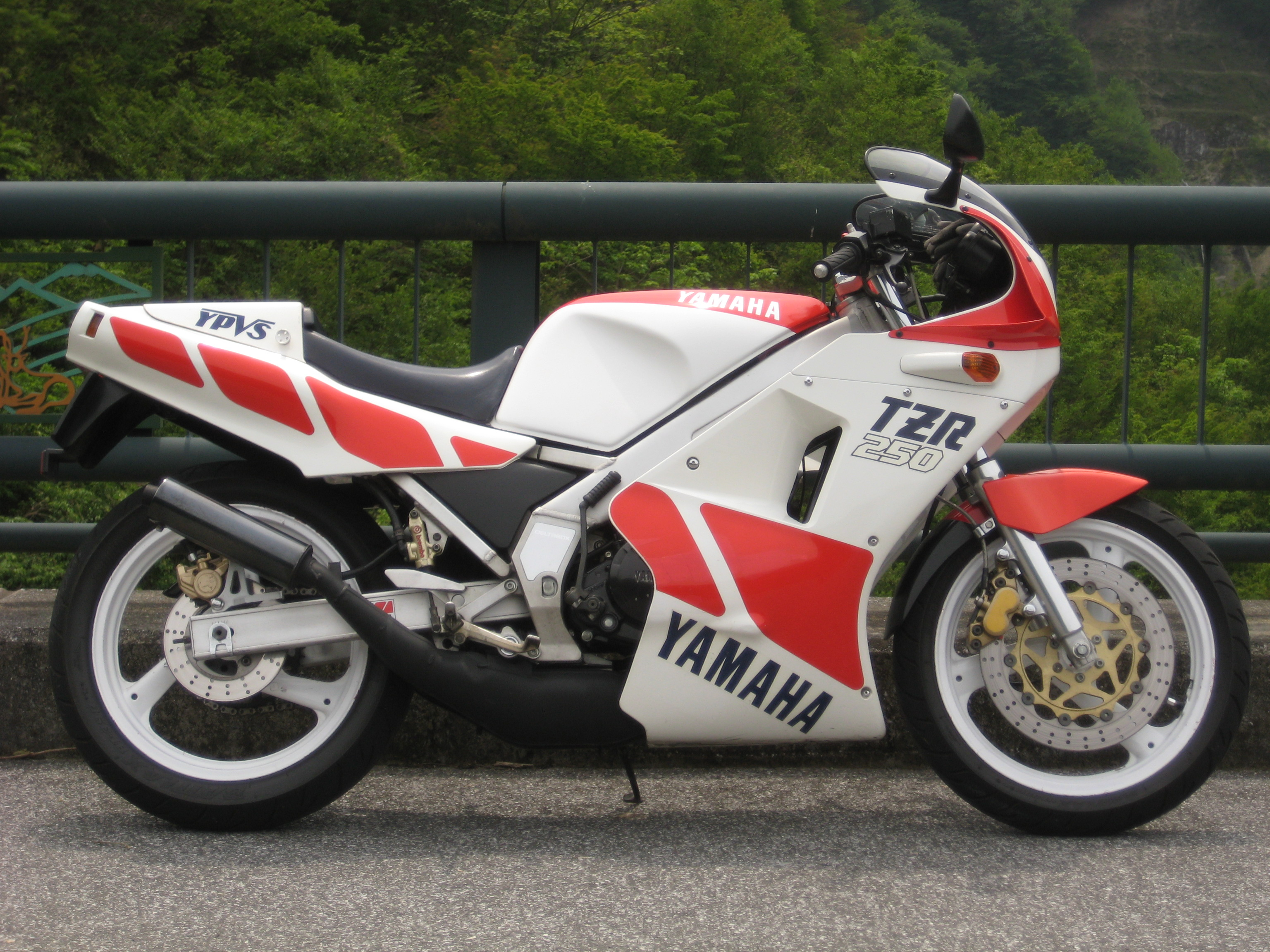
ストロボカラーのTZR250 1986年仕様

1980 - 90年台は、各社オートバイメーカーがレース活動で得た技術を応用し、走行性能の高さやオートバイレースでのイメージを販売戦略に用いた車両をレーサーレプリカとして販売していた。改造範囲の狭い市販車改造レースのベース車両としての役割も担っており、レースでの成績が直接営業セールスに繋がった。本来のレーサーとの違いは、法規に沿った灯火類やスタンドがあること(レースマシンはこれらの部品が装着されていない)のほか、耐久性や公道での扱いやすさを持たせるためエンジンがデチューンされているなどである。
販売台数・年代・レギュレーションなどにより車両の型式は左右され、古くはウェス・クーリー、エディ・ローソンがAMAスーパーバイク選手権を優勝した際の車両を模して1979年に発売されたスズキ・GS1000S、1982年にカワサキ・Z1000Rが発売されたが、当時はレーサーレプリカという呼び名はなかった。そしてアルミフレームを持ちレーサーそのままのスタイルでスズキ・RG250ガンマが発売されるとたちまち人気となり、これを火付け役としてレーサーレプリカがブームとなり、各メーカーが社運をかけて2スト250ccレーサーレプリカを開発し発売することになった。後に4スト400ccにもレーサーレプリカが広まり、日本においては普通自動二輪免許で乗ることができる400 ccにTT-F1/TT-F3、250 ccにGP500/250などの車両にスポンサードしていた企業のグラフィックを施した車両などが販売され好評を博していた。またロードレース世界選手権のトップカテゴリーで2スト500ccが全盛であったため、ヤマハ・RZV500R、スズキ・RG500Γ/RG400Γ、ホンダ・NS400RがGP500レーサーのイメージで発売された。

## バイクブーム
1980年代初頭から始まった日本のバイクブームは、それにともない芸能人がレースに参加したり、日本映画の「汚れた英雄」、週刊少年サンデーの「ふたり鷹」、週刊少年マガジンの「バリバリ伝説」、「資生堂 TECH21」のCM等、業界外のメディアがレースやそれを取り巻く環境を取り上げることが多々あり、元々ロードレースに興味がなかった人々を巻き込んで加熱し、ブームが起こった。後にバブル景気と呼ばれた社会背景も手伝ってロードレースへのエントリー数も増加し、改造範囲が狭いカテゴリの存在や、そのレースでの優劣がセールスに繋がることもあり、メーカー各社も毎年のようにモデルチェンジ(年次改良)を繰り返し、最新のテクノロジーを投入して性能向上を図った。そういった背景からレプリカモデルは高価格であり、エンジンの出力特性が街乗りに合わない、ハンドル切れ角が少ない、ライディングポジションが窮屈、転倒した際の修理代が高額、購入してもすぐに型落ちになってしまうなど、実用や維持費の面で数々のネガがあるにもかかわらず購買欲を刺激することとなり、販売台数は増加した。
レーサーレプリカの流行はレーサーレプリカブームと呼ばれた。代表的な車種は2ストロークのヤマハ・TZR、ホンダ・NSR、スズキ・ガンマ、4ストロークのヤマハ・FZR、スズキ・GSX-R、ホンダ・CBR、ホンダ・VFR、カワサキ・ZXRなどであった。また、モトクロス競技専用車両(モトクロッサー)をベースに市販化されたオフロードモデル(デュアルパーパスモデル)にもSUZUKI RMX250などレーサーレプリカと呼ばれるモデルがあった。
レーサーレプリカブームは、ロードレースに対するブームの沈静化と主たる400ccのマーケットにおいて必要十分の性能でお手頃価格であり日常の使い勝手が良い、カワサキ・ゼファー、ホンダ・CB400スーパーフォア、スズキ・バンディットなどに代表されるネイキッドバイクや、大型自動二輪免許の取得(いわゆる「限定解除」)が容易になったことから大型バイクにマーケットが移行したことにより衰退した。

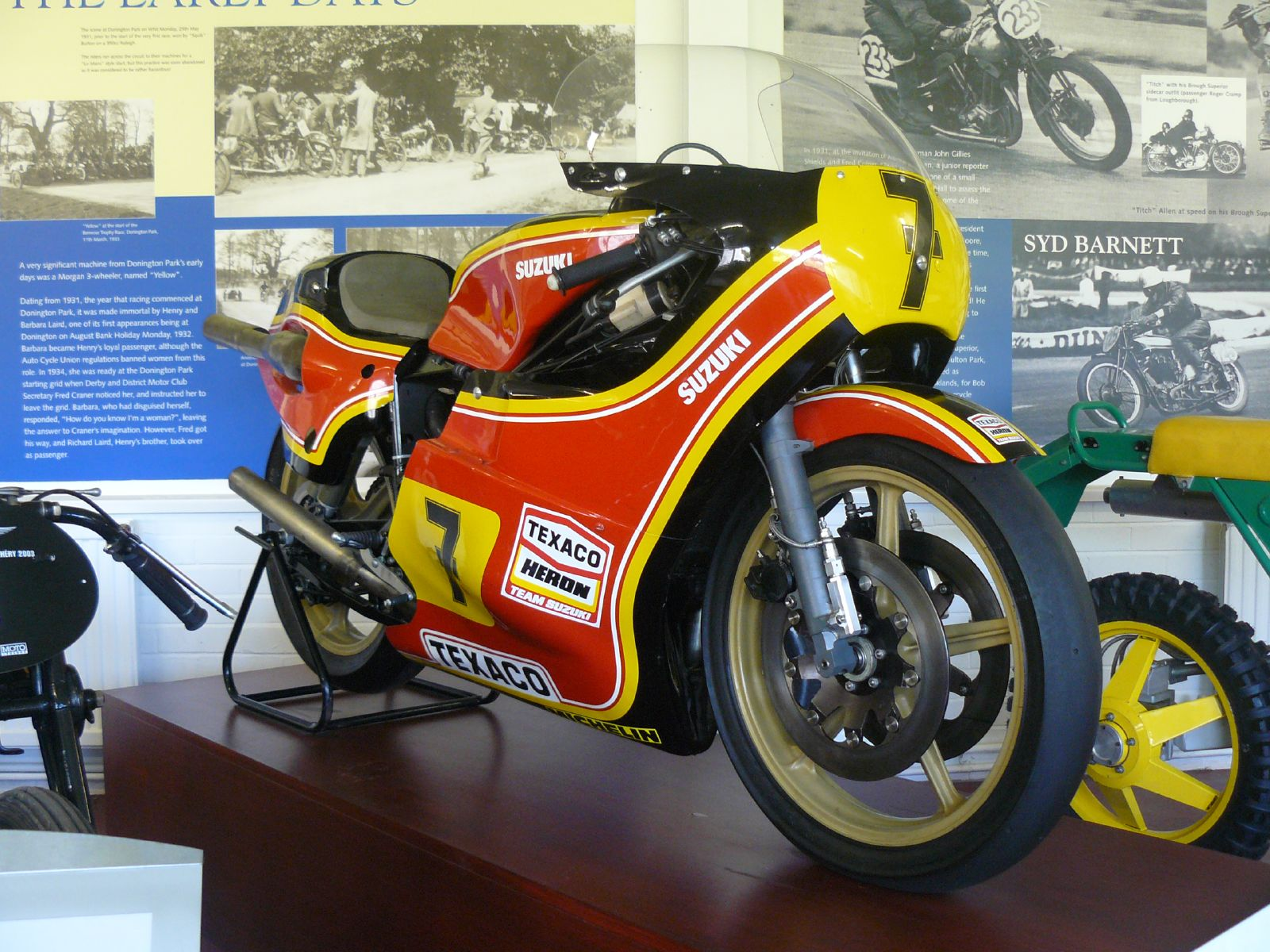
スズキ・1979年RG500バリー・シーン車
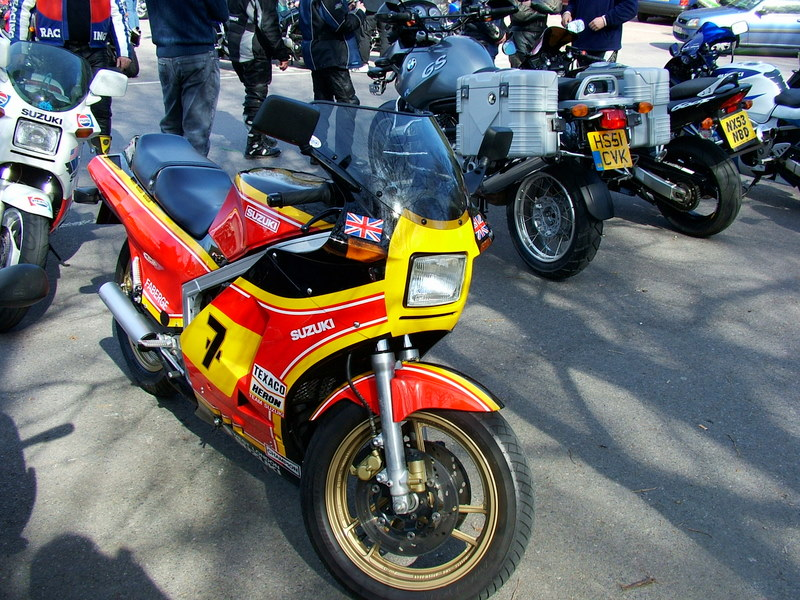
スズキ・RG500Γ

## 超高性能バイクの歴史

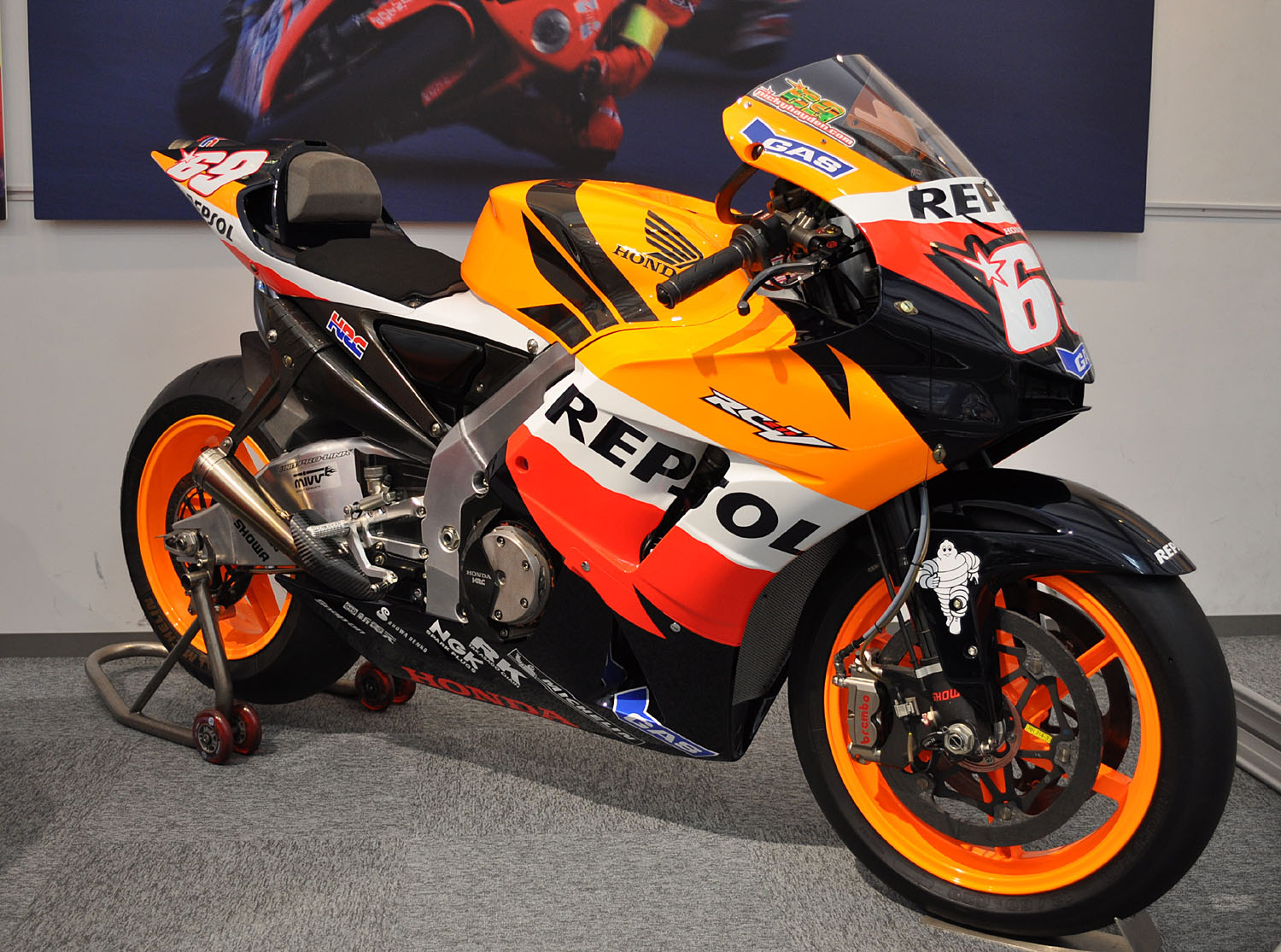
レース専用車 ホンダRC211V(ニュー・ジェネレーションと呼ばれた2006年ニッキー・ヘイデン車)

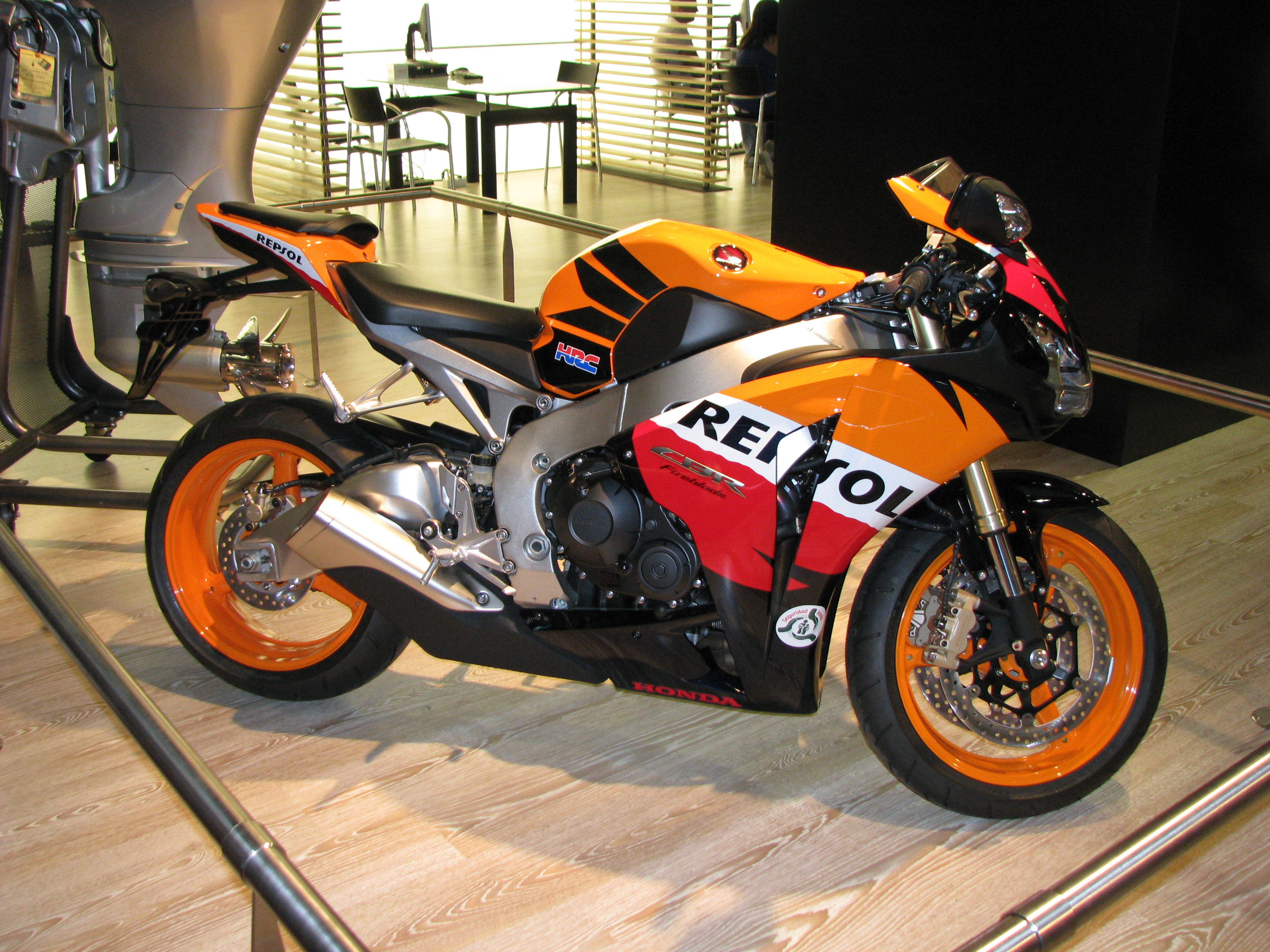
市販公道用スーパースポーツ CBR1000RR 2009年仕様 レプソルカラー。レプソルカラーはMotoGPマシンRC211Vのレプリカであるが、この車両はWSBのベース車両でもある。

1990年代初頭、オートバイメーカー各社は最高速300km/h以上をクリアするバイクを開発する目標を持っていた。こうした車両設計においては最高出力や直進安定性が優先されていた。世界最高速度を追求する、あるいは高速での快適な走行性能を高める、といったツアラー的なコンセプトが大排気量車では主流であった(この種のバイクは後にメガスポーツと呼ばれるようになる)。
しかし、1992年に最高速よりも軽快な走行性能を全面に打ち出したホンダ・CBR900RRが発売され、これがスーパースポーツの最初である。この当時のオートバイ各誌は、900ccというレースのレギュレーションに合致しない、すなわち元となる「レーサー」が存在しないこの車両に対しレーサーレプリカという名称を用いるか否か、124ps、乾燥重量185kgというスペックに対抗車種として他社のどの車両をあてがうべきか、頭を悩ませた。代表的な同時期の近い排気量の車種として挙げられるスズキのGSX-R1100や、ツアラー的なカワサキのZZR1100、CBR1000Fという数値は対抗車種として挙げるにはあまりに車両の方向性が異なっていた。ドゥカティの1992年モデル888SPSのスペックは同等だが約360万円であった。過去ではコンセプトである750ccクラスの車体にリッターエンジンとしては、初期のGSX-R1100に相当する。
翌1993年も各社の世界最高速度競争は過熱し、スズキはGSX-R1100を水冷化しエンジン出力155ps車両重量231kgへモデルチェンジ、カワサキはZZ-R1100をD型147ps、233kgへモデルチェンジ。また、トライアンフからデイトナ1200が147ps・228kgというスペックで発売され、この競争に参加した。しかし、ホンダはCBR1000Fを据え置きし参加することもなかった。また、ホンダは750ccに、より軽快な車両を販売しておらず、他社は販売していたこともあり、CBR900RRのようなコンセプトの車両はホンダとドゥカティぐらいであった。
1994年、CBR900RRはモデルチェンジするも諸元は据え置かれ、基本コンセプトは維持された。この年カワサキからZX-9Rが発表され、排気量は競合車種として合致したが、139ps・215kgと対抗するような数値ではなく、装着されたグラブバーなどもスポーツ走行を前面に押し出した車両というには不自然な装備であった。
1996年、各社から大型スポーツバイクのジャンルで新車が発表され、方向性を見ることができた。ヤマハからYZF1000Rが発表され、145ps・198kgと車両重量が設計段階において重要性を増したことがうかがえたが、同時にモデルチェンジされたCBR900RRの128ps・183kgと比較すると意識はするものの、対抗するまで拮抗した仕様ではなかった。また、スズキから発売されたスズキ・GSX-R750は128ps・179kgとCBR900RRと数値の上では拮抗していたが、車両はスーパーバイク世界選手権(WSB)ベース車両であったため、対抗することを念頭にした車両設計とはいいがたかった。同様にZX-7RRも122ps・200kgと改造を前提にしたホモロゲーション仕様であった。
1996年、ホンダはCBR1100XX Super BlackBirdを発売し、世界最高速度戦線へと復帰し、最高速度時速300kmへ肉迫した。このことから、CBR900RRは最高速を争うために作られた車両ではなかったことがわかる。スズキから発売されたTL1000Sは125ps・187kgと数値の上では非常に拮抗していた。しかし、翌年発売されるWSBベース車両であるTL1000Rの存在や、ハーフカウルであるといった差異があった。
1998年、レプリカでもなく、最高時速を競う車両でもない宙に浮いたコンセプトであったCBR900RRに対抗する形でヤマハからYZF-R1、カワサキからZX-9R(C型)が発売された。4型CBR900RRの130ps・180kgという仕様に対抗しZX-9Rは143ps・183kg。YZF-R1に至っては150ps・177kgという意欲的なスペックを引っさげこれに正面から対抗した。
1999年、レーサーレプリカの筆頭であった250cc2ストローク車両は排ガス規制を受け各社が販売を終了、スポーツ戦略の牽引役として750cc4気筒、1000cc2気筒のレースベース車両や、900から1000ccのこれらの車両への期待が高まり、各社は競うように開発した。2000年、ホンダはRVF/RC45からVTR1000 SP-1/2へとWSBベース車両を世代交代、排気量では同程度であったものの、やはり改造を前提に設計されたベース車両の側面が強く、136ps・199kgといった仕様であった。スズキはこの年にGSX-R750をフルモデルチェンジ、141ps・166kgと無改造であっても拮抗しうるベース車両として発売し、翌2001年にこの車両をベースにストロークを伸ばしたGSX-R1000を発表、160ps・170kgとCBR900RRとYZF-R1を数値の上で圧倒した。数値という明確な指標の存在は優劣を明確にさせ、各社の開発競争は熾烈を極めていった。
2002年、この年を境にオートバイレースの最高峰であるロードレース世界選手権はWGPからMotoGPと名称を改め、トップカテゴリーであったGP500クラスは4ストロークに有利なレギュレーションへと変更され、参加チームはこぞって4ストロークエンジンを採用した。そしてワークスチームなど、レーサー車両のイメージをフィードバックさせる車両は250cc2ストローク車両から990ccの排気量制限に近いこれらの車両へと変化し、ロードレースとの関連性が深まっていった。
2004年、WSBのレギュレーションが気筒数を問わず1000ccへと変更され、国産メーカー各社はベース車両を750cc4気筒や1000cc2気筒から全社1000cc4気筒へと世代交代、CBR900RRが発売された1992年にはレギュレーションに合致しない車両であったはずが、12年の時を経てベース車両となる結果になった。こうした結果、スーパースポーツというジャンルで呼ばれ競い合い、ロードレース世界選手権の意匠を模したレプリカ仕様が発売され、レーサーベース車両になるという非常に複雑なジャンルとなった。
また、従来であれば欧州での免許区分から製造されていた600ccクラスの車両であったが、1997年からスーパースポーツ世界選手権が開催され、これら車両のスポーツ性能に対する需要が高まり、600ccクラスの車種にもスーパースポーツと呼んで差し支えないほどの走行性能の車種が増えた。
これらの車種は現在でも、車体の軽量化とコンパクト化や、エンジンの高出力化がモデルチェンジごとに進み続けている。2011年にはカワサキ・ニンジャZX-10Rが、排気量999ccのクラスで初めて200psを超える、200.1psを達成した。スーパースポーツを日本で購入することは可能であるが、日本仕様として販売される車種は騒音規制に対応するために最高出力が抑制されていた。

## 主なモデル
現在販売されている・されていたスーパースポーツと呼ばれる主なモデルは次のとおりである。
| ホンダ - CBR1000RR - CBR1000RR-R - CBR600RR ヤマハ - YZF-R1 - YZF-R9 - YZF-R7 - YZF-R6 スズキ - GSX-R1000 - GSX-R750 - GSX-R600 カワサキ - ZX-10R - ZX-6R ビューエル - ファイアーボルト - ライトニング | ドゥカティ - パニガーレV4 - 1299 - 1199 - 1198 - 1098 - 999 - 916 - 848 アプリリア - RS - RV1000R - RSV4 カジバ - ミト デルビ - GPR ラベルダ - 750S プジョー・モトシクル - XR7 モト・モリーニ - コルサーロ CR&S - バン ヴァイルス - 984 - 985 NCR - M16 | MVアグスタ - MVアグスタ・F4 - MVアグスタ・F3 BMWモトラッド - S1000RR ビモータ - HBシリーズ - SBシリーズ - KBシリーズ - DBシリーズ - YBシリーズ - テージシリーズ - BBシリーズ トライアンフ - デイトナ675/R リエフ - RS KTM - RC8 - 1190RC8 | S&Tモータース - GT125 - GT250 - GT650 ハートフォード - ディアブロ650 ビアル - VSR200 - V1XR |

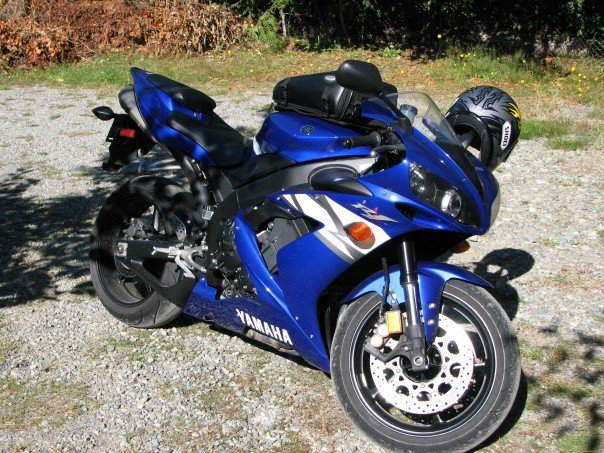
ヤマハ・YZF-R1
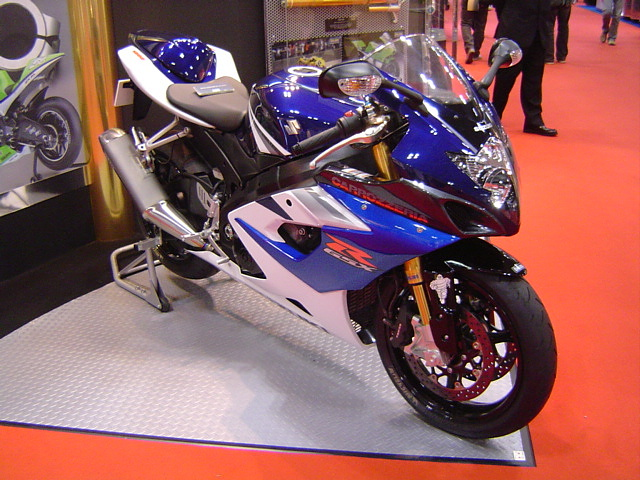
スズキ・GSX-R1000
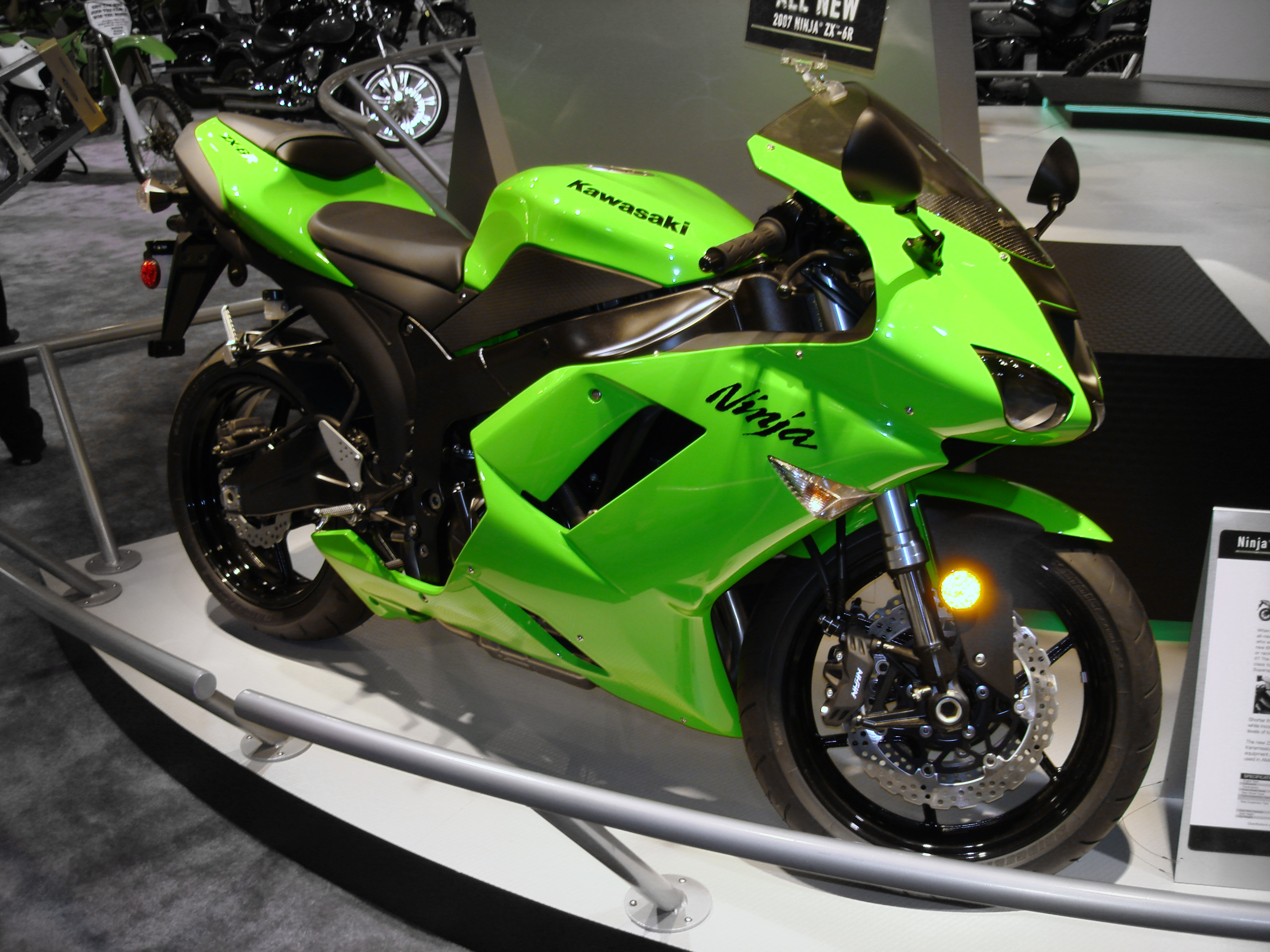
カワサキ・ニンジャZX-6R

## メガスポーツ

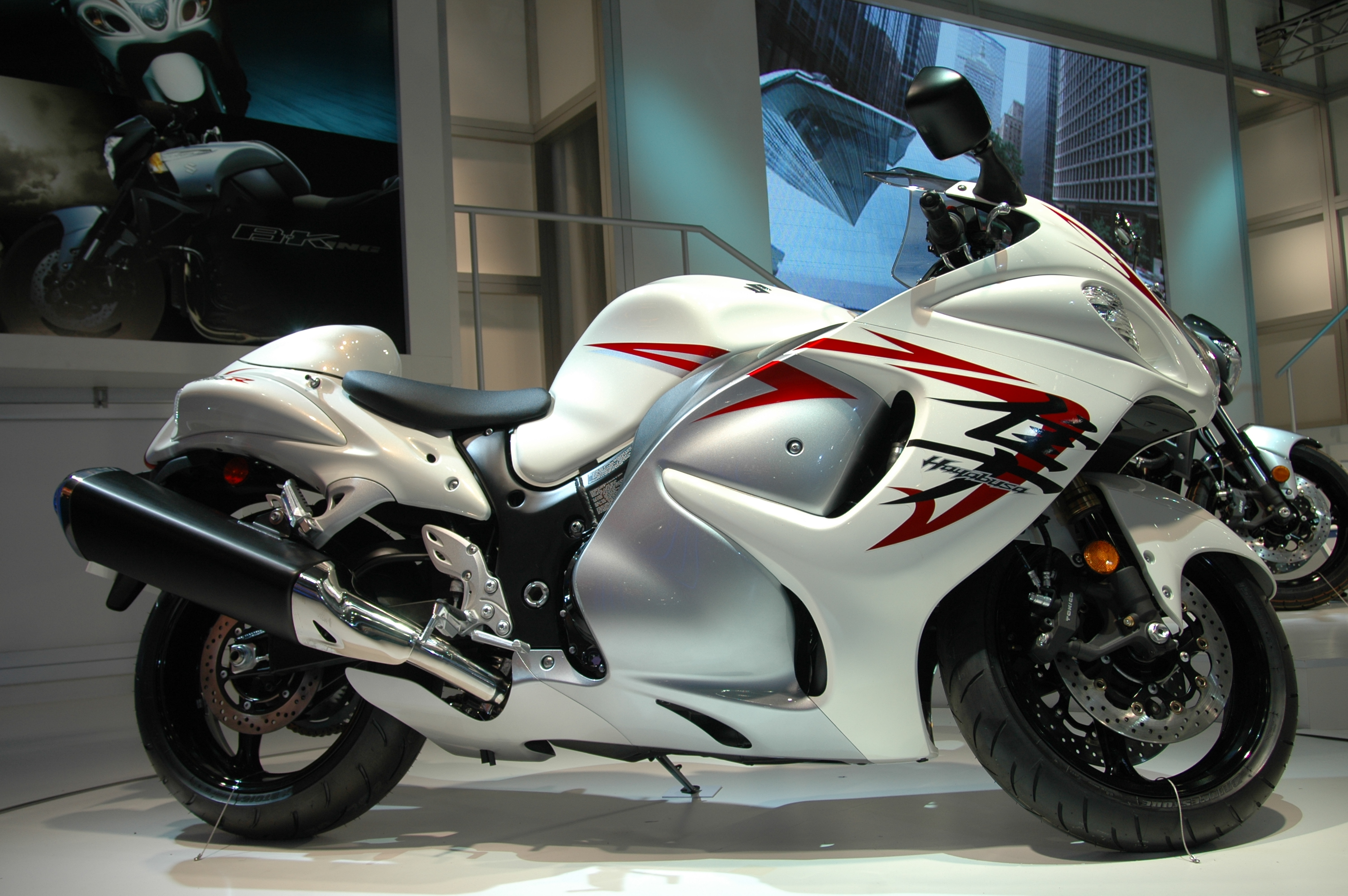
公道走行可能な市販車で世界一速いオートバイとしてギネス世界記録に登録されているスズキ・GSX1300Rハヤブサ

前述の世界最高速度競争は1999年、スズキ・GSX1300Rハヤブサの登場によって量産車の無改造状態で時速312.6kmという偉業を達成し、ギネス登録されるに至った。これにカワサキ・ZX-12Rといった車両が続くも2001年、欧州における最高時速300km制限を受け最高速度競争は終焉を迎えた。しかし、それまでの過程で培われたエンジン特性や車体構成、エアロダイナミクス性能は、最高速度域での走行性能に貢献し、最大出力を発揮するエンジンが演出する高速走行の楽しみ方はメガスポーツという名前に変わり、これまでの快適な走行をもたらすツアラーなどとは異なった刺激的な面を持ち合わせたクルージングとして提案されている。メガスポーツでも高速クルージングを前提としたモデルはハイスピードツアラーにあたるものもある。